# Lubowo (powiat stargardzki)
Lubowo (niem. Lübow) – wieś w Polsce położona w województwie zachodniopomorskim, w powiecie stargardzkim, w gminie Stargard.
Wieś położona jest nad rzeką Iną, 5 km na północny zachód od Stargardu. Wieś typu okolnica.

## Historia
Lubowo zostało założone w XIII wieku, a w drugiej połowie XIV wieku zakupione przez miasto Stargard. W XVII wieku wieś pełniła funkcję gospodarczą, jako przystań dla barek transportujących zboże.
W latach 1975–1998 miejscowość administracyjnie należała do województwa szczecińskiego.

## Kościół
W północno-zachodniej części wsi znajduje się kościół pw. Świętej Rodziny z 1912 z drewnianą, XVIII-wieczną wieżą.